# Batalla de Vromopigada
La batalla de Vromopigada fou un conflicte del 1770 entre turcs otomans i maniotes de la península de Mani. La batalla, que es va lliurar en una plana entre les ciutats de Skoutari i Parasyros, va acabar en victòria dels grecs.

## Preludi
Després de la derrota dels venecians davant l'Imperi Otomà a la guerra turcoveneciana de 1714–18, el Peloponès va tornar altre cop a mans dels otomans. Tanmateix, l'autònoma Mani, que s'havia negat a acceptar la sobirania otomana a la primera ocupació otomana del Peloponès, va tornar a negar-se a acceptar el govern otomà. Els maniotes, a través d'un agent que tenien a Rússia, van començar a conspirar amb Caterina la Gran i el Comte Aleksei Grigórievitx Orlov. El 1770, es va fer un acord i una flota russa va navegar cap al mar Egeu, destruint una flota otomana de camí a Mani a la batalla de Çeşme.
Després de l'èxit inicial, la Revolta d'Orlov va acabar fracassant. Discussions entre Orlov, el líder rus, i Joan el Caní, el líder maniota, van portar a la separació dels exèrcits. L'exèrcit de Joan va patir una desfeta devastadora a Rizomilo a Messènia contra l'exèrcit otomà, de la qual fou l'únic supervivent. Mentrestant, l'exèrcit rus, que no havia avanços significatius, es va retirar. Els otomans tenien mercenaris musulmans albanesos (també coneguts com a turcoalbanesos) a Grècia. Van saquejar Àtica abans d'atacar el Peloponès, on van massacrar ciutadans grecs com a venjança per la destrucció de propietats i per les massacres que les forces cristianes havien fet contra cituadans musulmans.
Van llançar diverses incursions a Mani, però totes van ser vençudes amb moltes pèrdues. Aquesta sèrie de derrotes va irritar el paixà otomà al Peloponès, Hatzi Osman, que va reunir un exèrcit de 16.000 soldats i va envair Mani. S'endarrerí dotze dies a Kastania, però després de capturar les torres, va avançar per la costa cap a Skoutari, on es va retardar de nou per una torre, vigilada per quinze soldats. L'exèrcit s'endarrerí tres dies fins que finalment la van fer explotar.

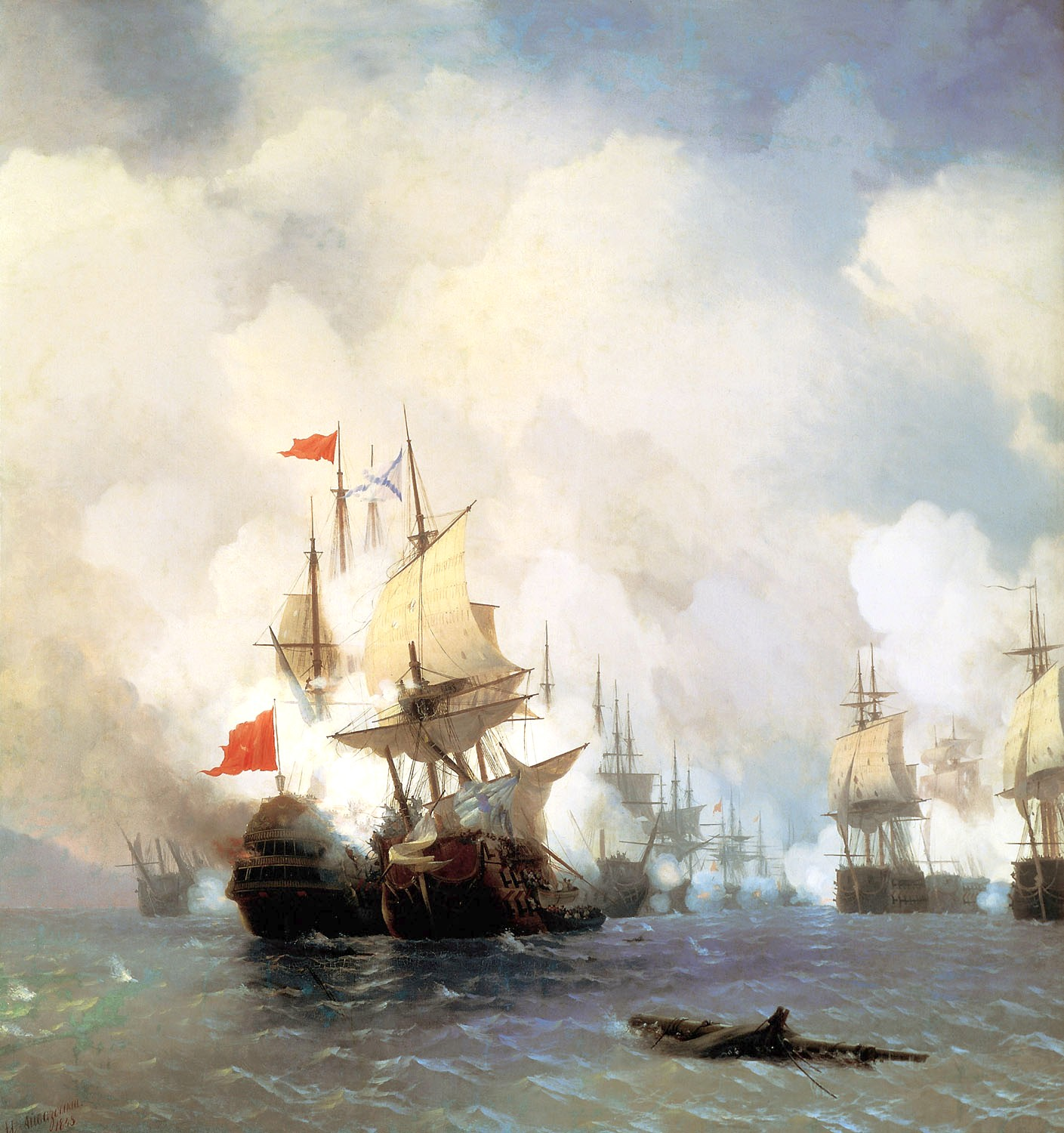
Batalla de Quios (Çeşme), d'Ivan Aivazovski (1848).

## Batalla
Mentrestant, s'havia reunit una força maniota de 3.000 homes i 2.000 dones sota les ordres de l'exarca Grigorakis i el seu nebot Zanet Grigorakis als turons sobre la ciutat de Parasyros, coneguts com els Trikefali, i s'havien fortificat. Hatzi, mentrestant, havia avançat amb el seu exèrcit a Agio Pigada (una plana entre Parasyros i Skoutari) i des d'allà va enviar representants que demanaven la rendició dels maniots. Tanmateix, els maniotes tenien dubtes de tornar els enviats perquè, si la resposta era negativa, Hatzi els hauria executat.
Tres ancians, dos sacerdots i un profà, van ser voluntaris i van anar al campament turc. En arribar-hi, van anar al paixà i sense fer cap reverència li demanaren què volien dels pobres i lliures maniotes. El paixà va exigir que els maniotes donessin ...deu fills de capitans com a ostatges. Totes les vostres armes i cada any un impost de capitació pel vostre cap perquè vau atacar contra el sultà amb els russos, els nostres enemics. Els enviats maniotes respongueren que preferien morir que donar-vos les nostres armes i llibertat. No paguem impostos perquè la nostra terra és pobra. Hatzi, enfuriat per la resposta, els va decapitar i mutilar, i va plantar els seus caps en estaques.
Els maniotes, de nit, amb una força de 1.500 soldats, van superar les posicions otomanes i van apropar-se als turcs pel darrere. Mentrestant, l'exèrcit maniota principal va atacar els otomans mentre dormien; sorpresos, van començar a fugir però els maniotes els van tallar per darrere. Els turcs restants van poder retornar a Mistràs.